# Seznam českých kandidátů na Oscara za nejlepší cizojazyčný film
Česká republika vysílá prostřednictvím České filmové a televizní akademie (ČFTA) každý rok jeden film jako kandidáta na Oscara v kategorii nejlepší cizojazyčný film.
Animovaný film Alois Nebel, který ČFTA doporučila v soutěži o Oscara v roce 2011, soutěžil i v kategorii nejlepší animovaný film.

## Seznam filmů
| Rok  | Film                             | Režisér           | Výsledek        |
| ---- | -------------------------------- | ----------------- | --------------- |
| 1994 | Lekce Faust                      | Jan Švankmajer    | nebyl nominován |
| 1995 | Díky za každé nové ráno          | Milan Šteindler   | nebyl nominován |
| 1996 | Kolja                            | Jan Svěrák        | získal Oscara   |
| 1997 | Zapomenuté světlo                | Vladimír Michálek | nebyl nominován |
| 1998 | Je třeba zabít Sekala            | Vladimír Michálek | nebyl nominován |
| 1999 | Návrat idiota                    | Saša Gedeon       | nebyl nominován |
| 2000 | Musíme si pomáhat                | Jan Hřebejk       | nominován       |
| 2001 | Tmavomodrý svět                  | Jan Svěrák        | nebyl nominován |
| 2002 | Divoké včely                     | Bohdan Sláma      | nebyl nominován |
| 2003 | Želary                           | Ondřej Trojan     | nominován       |
| 2004 | Horem pádem                      | Jan Hřebejk       | nebyl nominován |
| 2005 | Štěstí                           | Bohdan Sláma      | nebyl nominován |
| 2006 | Šílení                           | Jan Švankmajer    | nebyl nominován |
| 2007 | Obsluhoval jsem anglického krále | Jiří Menzel       | nebyl nominován |
| 2008 | Karamazovi                       | Petr Zelenka      | nebyl nominován |
| 2009 | Protektor                        | Marek Najbrt      | nebyl nominován |
| 2010 | Kawasakiho růže                  | Jan Hřebejk       | nebyl nominován |
| 2011 | Alois Nebel                      | Tomáš Luňák       | nebyl nominován |
| 2012 | Ve stínu                         | David Ondříček    | nebyl nominován |
| 2013 | Donšajni                         | Jiří Menzel       | nebyl nominován |
| 2014 | Fair Play                        | Andrea Sedláčková | nebyl nominován |
| 2015 | Domácí péče                      | Slávek Horák      | nebyl nominován |
| 2016 | Ztraceni v Mnichově              | Petr Zelenka      | nebyl nominován |
| 2017 | Bába z ledu                      | Bohdan Sláma      | nebyl nominován |
| 2018 | Všechno bude                     | Olmo Omerzu       | nebyl nominován |
| 2019 | Nabarvené ptáče                  | Václav Marhoul    | užší výběr      |
| 2020 | Šarlatán                         | Agnieszka Holland | užší výběr      |
| 2021 | Zátopek                          | David Ondříček    | nebyl nominován |
| 2022 | Il Boemo                         | Petr Václav       | nebyl nominován |
| 2023 | Bratři                           | Tomáš Mašín       | nebyl nominován |
| 2024 | Vlny                             | Jiří Mádl         | užší výběr      |
| 2025 | Ještě nejsem, kým chci být       | Klára Tasovská    |                 |